# Halliellara
Halliellara är ett släkte av skalbaggar. Halliellara ingår i familjen vivlar.
Kladogram enligt Catalogue of Life:
| Halliellara | \| \| Halliellara antennalis \| \| \| \| \| \| Halliellara cuneata \| \| \| \| \| \| Halliellara longicollis \| \| \| \| \| \| Halliellara squamipes \| \| \| \| |
|             | \| \| Halliellara antennalis \| \| \| \| \| \| Halliellara cuneata \| \| \| \| \| \| Halliellara longicollis \| \| \| \| \| \| Halliellara squamipes \| \| \| \| |
|             | Halliellara antennalis |
|             | |
|             | Halliellara cuneata |
|             | |
|             | Halliellara longicollis |
|             | |
|             | Halliellara squamipes |
|             | |